# Slepičiny

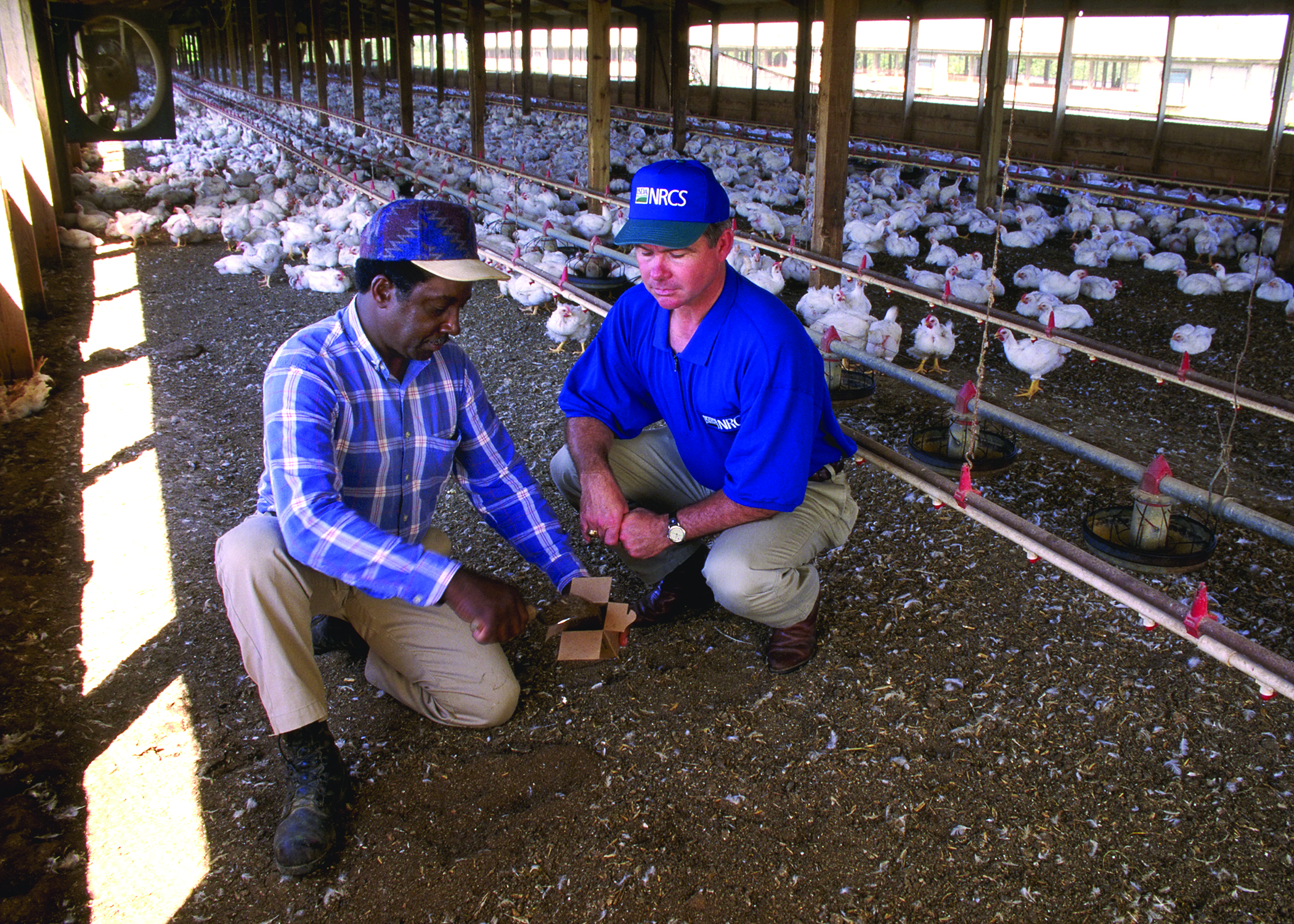
Farmáři zrovna sbírají vzorek pro test

Slepičiny (též slepičince) jsou typem organického hnojiva, které vzniká fermentací slepičích výkalů. Slepičiny se nejčastěji připravují v sudech a jiných nádobách, kde se shromažďují výkaly se zbytky steliva. Postupně se tato směs ředí vodou, nebo ponechává otevřena pro vnik vody dešťové. Jedná se o hustou, tmavě zbarvenou kapalinu, typické vůně.
Slepičiny se nejčastěji používají k hnojení okrasných rostlin. Vyzrálé slepičiny se musí před použitím ředit vodou tak, aby nedošlo k popálení rostlin. Připravují se a používají na statcích a chalupách, tedy nikoliv ve velkochovech.